# Viti Ruiz
Víctor Rolando Pinto Ruiz (Paterson, Nueva Jersey, 5 de mayo de 1966), más conocido como Viti Ruiz es un cantante de salsa puertorriqueño. Es hermano del fallecido cantante de salsa Frankie Ruiz. 
Su carrera como solista comenzó a mediados de los años 80s. Participó en diversas grupos del medio salsero, destacando la orquesta de Tommy Olivencia y como corista en la orquesta de Frankie Ruiz. Sus hermanos son Frankie Ruiz, Junito Ruiz y Nelson Ruiz.

## Historia

### Primeros años
Nació en Paterson, Nueva Jersey y luego se mudó a Mayagüez, Puerto Rico a los ocho años. A los trece años ya vocalizaba con una orquesta local llamada "Creación Boricua".
A los dieciséis años graba su primera canción titulada "El Estudiante" en una producción de Johnny Ortíz, con la participación de la "Orquesta Panamericana" de Coamito. Dicha producción que fue llamada "La Máquina de los 80", tuvo un escogido de cantantes como Tito Gómez, Pedro Arroyo y Junior González, entre otros.

### Década de 1980
En 1986, Viti se integró a la orquesta de su hermano, Frankie Ruiz, como corista y en 1989 hace su primera grabación como solista, la cual se tituló "Sedúceme". Esta vez bajo la producción de Combo Records, causando gran sensación a nivel internacional con sus éxitos "Entre Familia", "Caricias Prohibidas" (conocida como "Tiemblo"), "Me Muero Por Estar Contigo", "Solo Mía" y otros.

### Década de 1990
En 1990, graba su segunda producción titulada "Viti At Work", bajo el sello "Capitol Records", extendiéndose por territorios como México, Tenerife, Colombia, Santo Domingo y otros países. Sus más notables éxitos fueron "Fuego" y "Quiero Amanecer Con Alguien".
En el 1993 Viti regresa nuevamente a su casa disquera "Combo Records” con una producción titulada "Me Tienes Sufriendo” y "Solo Tu", entre otros. Al reaparecer nuevamente con su cuarta producción musical "Cara Bonita", Viti ha causado gran impacto por su calidad interpretativa en acetato. Esta producción, dirigida por su ya fallecido hermano el legendario "Frankie Ruiz" (como si, simbólicamente le otorgara la batuta del Legado Ruiz). También, cuenta con la participación del propio Frankie en la interpretación de "Una Cara Bonita".

### Década de 2000 -actualidad
Desde el año 2000, Viti Ruiz, que ya venía participando en la orquesta de Tommy Olivencia, comenzó a realizar giras por Europa y América presentando las canciones de su discografía y a la vez realizando homenaje a su fallecido hermano Frankie Ruiz. 

### Premios y reconocimientos
En 1989, Viti ganó el premio "Diplo" en Puerto Rico como "Orquesta Prometedora" y también fue nominado a los premios "Lo Nuestro" mientras que en 1990 recibió el premio "Ovación" como Revelación Del Año en Chicago. Viti Ruiz colecciona orgullosamente innumerables reconocimientos en Placas y Pergaminos recibidos de su extensa fanaticada a nivel internacional. En el 2012, recibió un premio de: "25 Años De Trayectoria Musical" otorgado por la comunidad dominicana residente de Nueva York. Además, inició su primera gira mundial.

## Discografía
| 1988: Sedúceme |
| --- |
| 1. Entre Familia 2. Sólo Mía 3. Me Muero Por Estar Contigo 4. Esta Noche Tengo Ganas 5. Sedúceme 6. Caricias Prohibidas 7. Si Faltas Me Matas 8. Lo Que Se Quiere Se Cuida |

| 1990: Viti at Work |
| --- |
| 1. Right Here Waiting 2. Quiero Amanecer con Alguien 3. Fuego 4. No la Dejes Volver 5. Corazón Loco 6. Te Voy a Estrenar 7. Besos de Hielo 8. Ay Muñeca |

| 1993: Me Tienes Sufriendo |
| --- |
| 1. Me Tienes Sufriendo 2. Guitarra y Luna 3. De Ti Pido Caridad 4. Mi Buen Deseo 5. Inventario 6. Quiero Embriagarme de Ti 7. Sólo Tú 8. Dime 9. Cosas de Ella 10. Dígame Usted |

| 1998: Una Cara Bonita |
| --- |
| 1. Una Cara Bonita (con Frankie Ruiz) 2. Magia Rosa 3. Fue Por Eso 4. Llena de Mí 5. Quiero Dormir Cansado 6. Hay Hombres Que Saben Querer 7. Romance 8. Al Oír Mi Nombre |

| 2003: Éxitos |
| --- |
| 1. Entre Familia 2. Fuego 3. Me Tienes Sufriendo 4. Sólo Mía 5. Caricias Prohibidas 6. Me Muero Por Estar Contigo 7. Quiero Amanecer con Alguien 8. Te Voy a Estrenar 9. Besos de Hielo 10. De Ti Pido Caridad 11. Una Cara Bonita (con Frankie Ruiz) 12. Fue Por Eso 13. Quiero Dormir Cansado 14. Al Oír Mi Nombre 15. Hay Hombres Que Saben Querer |

| 2014: Una Nueva Vida |
| --- |
| 1. Duele el Amor 2. Medley Viti Ruiz "Una Nueva Vida" (Me Muero Por Estar Contigo, Caricias Prohibidas, Entre Familia) 3. Sufrir 4. Me Gustó 5. Eres Mi Adoración 6. Esperando Por Ti 7. No Mires a Otro 8. Right Here Waiting |